# Former
Um former é um membro estrutural duma fuselagem numa aeronave, do qual uma fuselagem típica tem uma série desde o nariz até a empenagem, tipicamente perpendicular ao eixo longitudinal da aeronave. O propósito primário dos formers é para estabelecer o formato da fuselagem e reduzir o comprimento da coluna de longarinas para prevenir instabilidade. Formers são tipicamente anexadas às longerons, o qual sustentam a pele da aeronave.
A técnica Former-e-Longeron foi adotada vinda da construção de barcos (também chamados stations e stringers), e foi típico das aeronaves leves construídas até o advento do monocoque tal como PRFV e outros materiais compósitos.   Muitas das aeronaves leves de hoje em dia, e aeronaves experimentais em particular, são ainda desenhadas dessa forma.
Eles também são encontrados nos núcleos de potenciômetros em que o material resistivo é envolto.